# Onthophagus stehliki
Onthophagus stehliki là một loài bọ cánh cứng trong họ Bọ hung (Scarabaeidae).